# James Jeremiah Wadsworth
James Jeremiah ”Jerry” Wadsworth, född 12 juni 1905 i Groveland i staten New York, död 13 mars 1984 i Rochester i staten New York, var en amerikansk diplomat och politiker. Han var USA:s FN-ambassadör 1960–1961.
Wadsworth var ledamot av New York State Assembly, underhuset i delstatens lagstiftande församling, 1932–1941.
Wadsworth efterträdde 1960 Henry Cabot Lodge som USA:s FN-ambassadör och tjänstgjorde till slutet av Dwight D. Eisenhowers andra mandatperiod som USA:s president. Han efterträddes av Adlai Stevenson.
Wadsworth skrev böckerna Red China and the United Nations: the United States position on the admission of the Peiping regime to the United Nations (1960) och The Price of Peace (1962).